# Mischa Hillesum
Michael (Mischa) Hillesum, (Winschoten, 22 september 1920 - Warschau, winter 1943-1944) was een veelbelovende Nederlandse pianist en componist. Hij werd in 1943 via Westerbork in Drenthe naar Auschwitz gedeporteerd. Door de ontberingen die hij als dwangarbeider moest ondergaan kwam hij om het leven.
Hillesums talent als pianist, maar zeker ook als componist, werd al vroeg als uitzonderlijk herkend. Hij is echter vooral bekend als de jongste broer van Etty Hillesum, de schrijfster van dagboeken en brieven die in de jaren tachtig in boekvorm werden uitgegeven. Van het gezin zou niemand de nazi-vervolging overleven.

## Biografie
Hillesum verhuisde met zijn ouders, zus Esther (Etty) en broer Jacob (Jaap) in 1924 naar Deventer, waar vader Levi Jacob (Louis) Hillesum rector werd aan het Stedelijk Gymnasium. Moeder Rebecca (Rivka) Hillesum-Bernstein was een Russische vluchtelinge. Al op jonge leeftijd bleek dat Mischa een muzikaal talent had en was hij regelmatig achter de piano te vinden. Op 11-jarige leeftijd werd hij ondergebracht in een pleeggezin in Amsterdam om daar piano-onderricht te kunnen krijgen en het conservatorium te bezoeken. De bekende pianist George van Renesse gaf hem les en constateerde dat Mischa op twaalfjarige leeftijd het niveau had van een afgestudeerde aan het conservatorium. Hij was ook leerling aan het Vossius Gymnasium.
Mischa leed onder psychiatrische klachten, hij werd als psychotisch gediagnosticeerd. Meerdere malen werd hij voor behandeling opgenomen in de Joods psychiatrisch ziekenhuis Het Apeldoornsche Bosch waar hij onder meer met electroshocks werd behandeld. Ook hier trok hij de aandacht door zijn bijzondere pianospel. De electroshock-kuur ervoer hij als nadelig voor de kwaliteit van zijn muzikaal gevoel.
Na de inval van de Duitse bezetter was het voor Joodse kunstenaars al snel onmogelijk om op te treden in het openbaar. Bij mensen thuis werden privé-concerten gegeven, zogenaamde Zwarte avonden waar ook Hillesum regelmatig optrad. Zijn muzikale talent als pianist en componist werd door Willem Andriessen, directeur van het Amsterdams Conservatorium en Willem Mengelberg, chef-dirigent van het Concertgebouworkest, onderkend. Beide heren schreven een aanbevelingsbrief aan de bezetter met het verzoek hem te behouden voor de Nederlandse muziekcultuur. Het verzoek werd ingewilligd en de mogelijkheid bestond  om als uitvloeisel van het Plan-Frederiks ondergebracht te worden op Landgoed Schaffelaar, een luxe interneringsoord op de Veluwe. Mischa verkoos het echter om bij zijn ouders te blijven en ging met hen mee het kamp in. Mogelijk heeft zijn kwetsbare geestelijke gesteldheid een rol gespeeld bij de overweging bij zijn ouders te blijven.
In de zomer van 1943 werd de familie Hillesum naar Kamp Westerbork gestuurd. Mischa kreeg daar een bevoorrechte positie, hij mocht licht werk doen in het badhuis en kon vaak een uur per dag piano spelen. In september 1943 diende zijn moeder een schriftelijk verzoek om bepaalde privileges in bij de SS'er Hanns Rauter. Deze was Generalkommissar für das Sicherheitswesen en de verantwoordelijke voor het oplossen van het 'Jodenprobleem' in  Nederland. Hij reageerde woedend en gaf opdracht de familie Hillesum de volgende dag op transport naar Auschwitz te zetten. Daar aangekomen werden vader en moeder meteen vermoord in de gaskamer. Mischa werd op 8 oktober, enkele weken later, vanuit het kamp naar het concentratiekamp Warschau getransporteerd om als dwangarbeider puin te ruimen in het voormalige getto. De gruwelijke omstandigheden daar overleefde hij niet.

## Composities
Van Hillesums muziek worden documenten bewaard in het Joods Museum. Er is muziek gepubliceerd en twee voltooide preludes zijn uitgevoerd en opgenomen. 
Tijdens onderzoek in het Joods Museum kwam journaliste Jet Schouten in de archieven een map tegen met daarin schetsen en uitgewerkte bladmuziek van Mischa Hillesum. Ze trof bewerkingen aan van bestaande Joodse muziek en twee oorspronkelijke preludes. Schouten liet de muziek aan musicoloog en componist Leo Samama zien die de kwaliteit uitzonderlijk vond. Leo Samama noemde Hillesum een ongeduldige, chaotische componist die moeite had de concentratie vast te houden. Beide preludes omschreef hij als energiek en virtuoos geschreven door een jonge componist "die zijn spierballen wil laten zien". De preludes doen denken aan Frédéric Chopin en Rachmaninov. Chopin was voor Hillesum zijn grote inspiratiebron.
In januari 2012, bij de presentatie van het boek over de ondergang van de familie Hillesum, zijn beide werken uitgevoerd.